# Профессиональная футбольная статистика
Профессиональная футбольная статистика — элемент современного профессионального футбола, служащий для совершенствования тренировочного процесса и контроля качества индивидуальной и командной игры.

## История
Профессиональная футбольная статистика стала развиваться с момента создания самого футбола, постепенно охватывая все новые элементы, описывающие игровой процесс. За всю историю футбола она пережила несколько этапов своего развития — от простого подсчёта забитых мячей до сложных теоретических моделей на её основе, а также определения скоростных и дистанционных показателей игроков и другой специфической информации, характеризующей качество индивидуальной и командной игры.
Со временем профессиональная футбольная статистика превратилась в составную часть и непременный атрибут современной футбольной аналитики.
Важной вехой развития данного элемента аналитики футбольного матча можно считать введение математической обработки статистического материала, характеризующего действия отдельных игроков. Она учитывала не только количество совершённых технико-тактических действии, но и их позиционные и временные характеристики. Впервые данная методика была применена на чемпионате мира 1966 года в Англии.
В усовершенствованном виде она применяется до настоящего времени и носит название «Castrol Performance Index». Ежегодно под патронажем ФИФА выпускаются Castrol Performance Index лучших игроков ведущих футбольных первенств Европы.
В Советском Союзе также возникают свои школы футбольной аналитики на основе профессиональной футбольной статистики. Самые известные из них школа киевского «Динамо» или «киевская», интенсивно развивавшаяся во времена главного тренера Валерия Лобановского и спартаковская (она же бесковская), которую развивал Константин Бесков.
Киевская методика разрабатывалась и совершенствовалась в лаборатории киевского «Динамо», бессменным руководителем которой был Анатолий Зеленцов. Это был один из первых научно-исследовательских центров, работавший исключительно на футбол в Советском Союзе.
Несмотря на схожесть в методике сбора самой статистики, они отличались в обработке и анализе полученной информации. Так
спартаковская методика оценивает действия игроков, сравнивая их с аналогичными показателями ведущих футболистов мира. Киевская методика — анализирует результат действий выполненных игроком за матч, с тем, что он теоретически мог сделать.
В 1970-е годы в Советском Союзе в Государственном центральном ордена Ленина институте физической культуры (ГЦОЛИФК, ныне — Российский государственный университет физической культуры, спорта, молодёжи и туризма) была разработана методика подсчёта технико-тактических действий игроков. Игру в футбол разделили на отдельные составляющие: передачи, отборы, перехваты, удары и т. д. Все эти элементы игры попали под определение технико-тактического действия. В то время профессиональная футбольная статистика фактически сводилась к их подсчёту.
Одновременно с развитием профессионального футбола совершенствовалась и профессиональная футбольная статистика, а также методы её регистрации и аналитика на её основе. В настоящее время простой подсчёт тех или иных игровых показателей футбольного матча, выполняющих группой статистов, постепенно отходит на второй план. Он часто не удовлетворяет требованию объективности, так как на него влияет субъективный человеческий фактор. На его место пришли методики фиксации действий игроков с использованием дорогостоящего видеооборудования, технических средств наблюдения и теории распознавания объектов.
По мере совершенствования телевизионных технологий развивался программный метод сбора и анализа статистики матча, который заключался в сканировании видео изображения футбольного матча. Одним из пионеров в использовании технологии технического зрения следует отнести английскую компанию ProZone Для получения статистики матча и её анализа Prozone использует камеры видеонаблюдения, установленные по периметру футбольного поля. Большой вклад в становление компании внёс бывший главный тренер сборной Англии Стив Макларен, который один из первых стал использовать видеоизображение для статистического анализа действий игроков. Со временем клиентами ProZone стали ведущие футбольные клубы. Среди поклонников данной методики — лучшие тренеры и судьи (Арсен Венгер, Пьерлуиджи Коллина и другие). Использовались методы оптических наблюдений искусственных спутников Земли для определения скоростных и дистанционных характеристик футболистов.
Одновременно увеличивался объём и детализация статистического материала. В начале 2000 годов компания «InStat Football» под руководством Александра Иванского впервые в России приступила к масштабному проекту — сбору профессиональной футбольной статистики и её анализу по всем матчам и командам Премьер-лиги.
Несмотря на постоянное совершенствование методов сбора статистической информации, футбольные аналитики и простые любители игры обращали внимания на частое несовпадение командных и индивидуальных рейтингов и индексов, предоставляемых различными компаниями реальному качеству игры. К примеру, статистика отдельных матчей первенства ФНЛ могла быть сопоставима со статистикой матчей грандов европейского футбола. Для выхода из этого положения стали вводить «задним числом» различного рода поправки в оценку качества игры в зависимости от того кто играл и в каком первенстве. Получалось, что не только сама игра, но и наименование команды и турнира непосредственным образом влияли на итоговую оценку качества матча. Это обстоятельство абсурдно с точки зрения любой математической логики. В результате пришлось признать, что сама по себе командная и индивидуальная статистика футбольного матча не даёт однозначной и объективной оценки качества игры. В связи с этим Геннадием Кравцовым и компанией «CraftSoft» (прежнее название «Прикладная статистика») была предложена методика статистической аналитики футбольного матча, основанная на построении его строгой динамической математической модели. Различные оценки качества игры рассчитывались в реальном времени с помощью сложных математических расчётов с учётом множества динамических параметров, в том числе таких, как качество игры соперника, её динамика в ходе матча, цель игры и её изменение, владелец поля, качество поля и т. д. Было введено понятие наиболее вероятного счёта, позднее трансформировавшееся в понятие xG, реализованное на матчах Премьер Лиги 2012 - 2013 г.  Наконец в 2011 году та же компания представила на суд футбольной общественности программу управления матчем в реальном времени, созданную на базе футбольных теплограмм основных игровых показателей. Эта программа была признана помочь футбольным тренерам мобильно анализировать качество игры непосредственно в процессе матча.
Доступности профессиональной футбольной статистики способствует рост количества статей и сайтов, посвящённых этой тематике. Её популяризации способствует и постоянное её использование в трансляциях футбольных матчей.
Таким образом, футбольная статистика постепенно превращается в отдельный элемент футбольного матча со своей научной и технологической базой, которая используется как профессиональными тренерами, так и любителями спорта.

## Традиционные методы профессиональной футбольной статистики
Традиционные методы профессиональной футбольной статистики включает в себя подсчёт различного рода технико-тактических действий футболистов, производимых группой футбольных статистов. Терминология у разных компаний может отличаться. К примеру, в стандартной терминологии основные виды передач разделяются на подготовительные, конструктивные, обостряющие и острые. Однако их интерпретация может сильно различаться. Также может различаться и учёт передач при вводе мяча в игру вратарём или из-за боковой т. д.
Субъективный подход накладывает существенное ограничение в точности определения одних и тех же действий. Как следствие статистика одного и того же матча собранная не только разными компаниями, но и одной, но разными статистами может заметно отличаться.
В современном футболе ведётся подсчёт большого количества технико-тактических действий. В результате образуется реестр событий матча с метками команд и отдельных футболистов. Их подсчёт и дальнейшая обработка позволяет получить рейтинг или индекс отдельного игрока и команд в целом.
Первоначально основной метод оценки качества индивидуальной игры основывался на итоговом подсчёте положительных и отрицательных действий.
Однако, субъективный подход приводил к парадоксальным результатам. К примеру, по результатам целого чемпионата игроки определённого амплуа могли зарабатывать в среднем гораздо большие оценки, чем игроки другого амплуа. Это связано с тем, что отсутствовало строгое математическое определение «стоимости» каждого отдельного технико-тактического действия в зависимости от его позиционных и временных характеристик. В связи с этим стали использовать другую методику. Окончательная оценка качества игры стали получать путём сопоставления количества определённых положительных и отрицательных действий, выполненных футболистами одного амплуа с аналогичными эталонными показателями. Это позволило избежать разброса оценок для игроков различного амплуа. Однако, очевидно, что в современном футболе действия игроков одного амплуа может сильно различаться. К примеру, действия защитника при игре от обороны и при игре в атаке сильно различается, следовательно, и количество различных технико-тактических действий может кардинальным образом отличаться.
Таким образом, традиционные методы профессиональной футбольной статистики обладают целым рядом недостатков, которые ограничивают аналитические возможности данного материала. Его можно рассматривать исключительно как статистику, но конечные значения индексов и рейтингов лишены прочной математической основы, поэтому не претендуют в строгом смысле на объективность.

## Элементы современной профессиональной футбольной статистики
Развитие современных технологий, особенно в области видеоизображения, открыло новые возможности их использования в футбольных матчах. Это относится как к определению традиционных технико-тактических действий игроков, так и для других параметров, недоступных ранее.
Новым этапом в профессиональной футбольной статистике явилось использование
технических средств наблюдения и теории распознавания объектов футболе. Данная технология в настоящее время используется для определения позиционных, дистанционных и скоростных характеристик игроков во время матча. К ним относятся точные координаты игрока в момент совершения действия, покрытое расстояние в ходе матча, покрытое расстояние с мячом, совершённые ускорения, средняя скорость игрока в ходе матча, средняя скорость движения с мячом, максимальна скорость и некоторые другие.
В настоящее время получение и использование профессиональной футбольной статистики можно разбить на следующие составные части:
- сканирование футбольного матча и получение реестра событий футбольного матча;
- обработка реестра футбольного матча и визуализация результатов;
- футбольная аналитика на основе профессиональной футбольной статистики;
- систематизация статистической информации.

### Сканирование футбольного матча
Для сканирования футбольного матча используется видеоизображение. В бюджетном варианте это может быть видео, полученное операторами команд, и даже традиционная телевизионная трансляция. Для команд, обладающими финансовыми средствами различные компании предлагают установку видеокамер и сопутствующее программное обеспечение.
Стандартный способ установки видеокамер слежения — расположение по периметру 8 — 12 видеокамер, как правило, под козырьки стадионов или осветительные мачты. Одним из первых стадионов, снабжённых подобной техникой в России стал стадион «Химки», а командами, использующими данную технологию ЦСКА и московское Динамо.
Методика получения информации о дистанционных, скоростных и временных составляющих футболистов в ходе матча идентична аналогичной методике наблюдения искусственных спутников Земли. Мяч и футболисты идентифицируются по аналогии с искусственными спутниками Земли, а разметка поля, как сетка координат, относительно которой и определялась необходимые параметры. Подобная методика позволяет определять физическое состояние футболистов и его динамику в ходе матча.
Сбор информации в процессе сканирования происходит, как правило, в полуавтоматическом режиме.
Таким образом, вся система, которую можно назвать сканером футбольного матча, фиксирует основные (значимые) события, происходящие на футбольном поле во время матча.
В среднем в течение матча премьер лиги регистрируется около 2000 основных событий (технико-тактических действий игроков), каждое из которых характеризуется десятком других параметров. В результате образуется реестр событий футбольного матча. Дальнейшее звено сбора и анализа полученной информации — программа обработки реестра футбольного матча

### Программа обработки реестра матча
Эта программа обрабатывает реестр, полученный с помощью футбольного сканера, и выдаёт обширную информацию о технико-тактических, временных, территориальных, дистанционных и скоростных показателях отдельно взятого матча. Проводит мониторинг около сотни командных и индивидуальных показателей.
Предназначение этой программы заменить рутинную субъективную работу футбольных статистов, заменив её набором программных средств вычисления. На практике далеко не все технико-тактические действия, выполняемые футболистами, поддаются подсчёту в автоматическом режиме. Однако учёт многих из них, в том числе самых распространённых, целесообразней проводить именно программным способом. В качестве примера можно привести подсчёт количества и характеристики передач, выполненных командой в ходе матча.
Существуют несколько методик подсчёта этой характеристики.
Вот некоторые из них:
- считать любое касание за передачу;
- учитывать только осознанные передачи;
- подсчёт передач осуществляется по определённому алгоритму, исключающему касания без фиксации мяча.

Первый и третий вариант поддаются программной обработке, второй — исключительно субъективный. В то же время понятие осознанной передачи является настолько неопределённым, что само по себе приводит к существенному разбросу получаемых значений, а значит и снижению качества итогового материала. Кроме этого автоматический способ с использованием современных средств видеофиксации позволяет точно определить массу других компонентов футбольной передачи, без которых невозможна её качественная оценка. К ним относятся координаты и время передач, вектор (направление) паса, скорость перепасовки и другие.
Все это делает программное определение гораздо более предпочтительным.
Программа обработки реестра матча имеет несколько разновидностей и может обрабатываться как единое целое, так и в несколько этапов.
Самый распространённый вариант это «Программа аналитики матча».
Этот вариант содержит основную информацию индивидуальных и командных показателей, показанных в ходе сыгранного матча. Данный вариант используется тренерами аналитиками при разборе действий игроков своей команды и команды соперника в сыгранном матче. Он применяется на теоретических занятиях с игроками при подготовке к предстоящему матчу и т. д.

Также, при теоретическом разборе игры команд, нашло широкое применение ещё одно программное обеспечение, основанное на обработке реестра футбольного матча и получившее название «Видеообзор». Он основан на синхронизации списка основных технико-тактических действий, выполненных игроками с видеозаписью матча. Видеообзор позволяет по временным меткам и другим параметрам действия быстро просматривать необходимый материал. К примеру, можно просмотреть все действия, выполненные каким-либо игроком, либо все удары по воротам и т. д. Вариант этого программного обеспечения, рассчитанный на любителей футбола, получил название «Матч центр».
Другая разновидность программы обработки реестра футбольного матча — программа построения теплограмм. Она создаёт теплограммы — цветовое изображение плотности распределения различного рода статистических командных и индивидуальных показателей. Основная её задача — визуализация основных технико-тактических характеристик команд и игроков. Теплограммы это своего рода рентген футбольного матча. По этой причине они нашли применение в очень важном элементе современного футбольного матча и получившем название «Программа управления матчем».
Отличительной особенностью такой программы является возможность работы в реальном времени и адаптация на предоставление в режиме «on-line» актуальной информации, необходимой тренерам для корректировки различных компонентов командной и индивидуальной игры. Существуют две разновидности программы управления матчем. Первый — предоставляет информацию в традиционном виде — таблицы разнообразной статистики матча, графики, отражающие динамику изменения статистики и т. д. Второй вариант, впервые предложенный компанией CraftSoft, основывается на визуальной интерпретации статистического материала и представленный в виде теплограмм. С помощью теплограмм происходит визуализация зон активности игроков, их скоростных характеристик, точности передач и т. д. Несмотря на то, что подобное изображение не даёт точных значений параметров игры, зато оно является наглядным и позволяет одним взглядом оценить все основные компоненты игры и внести тренерам срочные корректировки в ход футбольного матча. По этой причине второй вариант в настоящее время является более предпочтительным.
Существует ещё один вариант программы управления матчем, ориентированный на телевизионные трансляции и комментаторов футбольных матчей. Он получил условное название «комментаторская программа». Этот вариант содержит наиболее общую информацию об основных командных и индивидуальных показателях, а также их динамику в ходе матча. Он позволяет комментаторам футбольных трансляций апеллировать не просто своими субъективными ощущениями происходящего не поле, но получать объективную, подтверждённую статистикой, информацию о качестве игры и соотношении сил соперников.
Последний элемент обработки реестра футбольного матча — занесение итогового статистического материала в футбольную базу данных.

### Футбольная база данных
Футбольная база данных — необходимый элемент профессиональной футбольной статистики и её аналитики, служащий систематизации, обработке и визуализации статистического материала. Статистический и аналитический материал отдельных матчей заносится в единую футбольную базу данных. Это позволяет апеллировать большим массивом данных, обеспечивать его фильтрацию и сортировку на различном уровне, проводить мониторинг развития отдельных игроков, команд, чемпионатов рассчитывать разного рода индексы и рейтинги и т. д.
Самой простой формой футбольной базы данных и визуализации её значений является турнирная таблица какого-либо соревнования. Она учитывает статистику основных показателей каждой из команд по ходу турнира. Каждому туру (игре) соответствует своя запись в базе данных. Суммарная обработанная по определённым правилам и отсортированная информация и является турнирной таблицей данного первенства.
Кроме популярных существуют и профессиональные турнирные таблицы чемпионатов на основе футбольных баз данных. Они содержат множество специфических показателей команд и игроков. Подобные турнирные таблицы дают бесценный материал для футбольной аналитики. К примеру, сортировка значений таблицы по определённому показателю даёт мгновенную оценку его качества относительно других команд, а следовательно позволяет быстро определить сильные и слабые стороны футбольного коллектива. Сортировка показателей по турам показывает динамику их изменения по ходу турнира. В профессиональной турнирной таблице могут быть представлены как сами значения показателей, так и места, которое занимают команды по данному параметру.
В определённой степени эта информация может служить оценкой работы тренера.
Современные технологии позволяют оцифровывать исторические футбольные матчи. Занесенная информация в единую базу данных позволяет проводить сравнительный анализ качества командной и индивидуальной игры и её динамики за длительный период истории футбола. Так, эксперты Castrol Index на основе анализа технико-тактических действий определили символическую сборную чемпионатов мира 1966—2006 годов.
Некоторые компании на основе футбольной базы данных создают отдельные узкоспециальные продукты, предназначенные для решения конкретных целей. Так компания InStat Football обеспечивает подбор необходимых игроков для команды по заданным параметрам. Это программное обеспечение получило название «Скаут».

## Заключение
Накопленный методический материал в области профессиональной футбольной статистики находит применение также и в других видах спорта. В частности, многие описанные методики нашли применение в русском хоккее и хоккее с шайбой, регби. Технологии, используемые в футболе, применялись компаниями АНО «Спортивное вещание» и CraftSoft во время трансляций хоккейных матчей на Зимних олимпийских играх в Сочи. Определение скоростных показателей находят применение даже в таких отдалённых видах спорта как, большой теннис, фигурное катание (определение скорости движения фигуристов).
Таким образом, теория и практика футбольной профессиональной статистики является динамичным и перспективным направлением развития современного футбола, служащими совершенствованию игрового и тренировочного процесса, а также его мониторингу развития на различном уровне.